# Emil Hubert

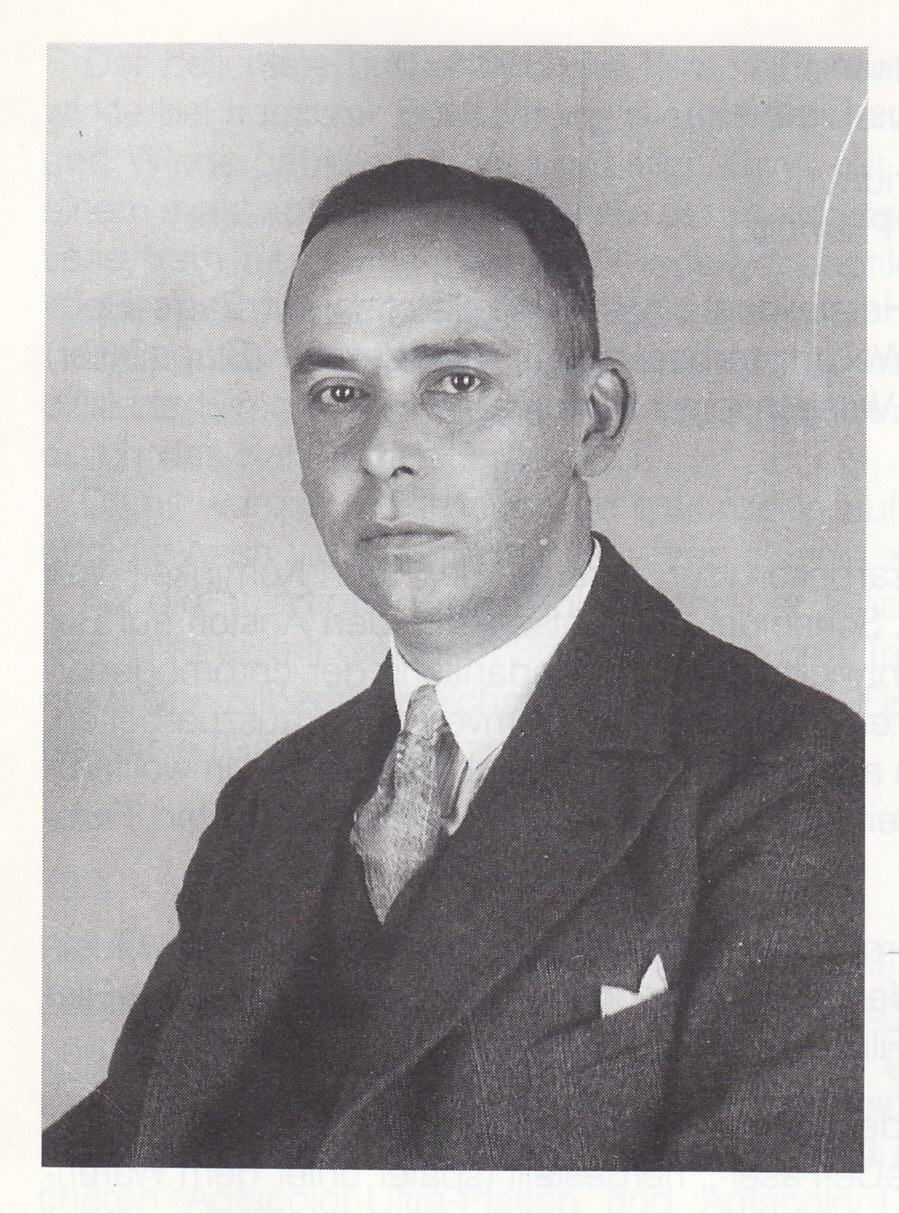
Emil Hubert (1887–1945) – Erfinder der ersten vollsynthetischen Faser der Welt

Emil Hubert (* 1. Dezember 1887 in Mainz; † 22. April 1945 in Jeßnitz) war ein deutscher Chemiker.

## Ausbildung
Emil Hubert wurde als jüngstes von insgesamt sieben Geschwistern in Mainz geboren. Seine Eltern waren der Glasermeister Franz Xaver Jacob Hubert und Karolina Auguste Elisabeth, geb. Bachmann. Die Familie verzog bald nach Freiburg/Br. Als Emil Hubert drei Jahre alt war, verstarb der Vater. Er besuchte das Gymnasium in Freiburg und legte 1907 das Abitur ab. Anschließend studierte E. Hubert an der Universität Freiburg Chemie und promovierte 1911.

## Laborpraxis
Am 28. März 1911 wurde er im Bayerwerk Elberfeld als Laborchemiker eingestellt und arbeitete hier bis 1929 in verschiedenen Bereichen, u. a. in der Cellitabteilung.

## Entwicklung von Viskosekunstseide
Am 1. Januar 1930 wechselte E. Hubert in die Filmfabrik Wolfen (heute Chemiepark Bitterfeld-Wolfen, Areal A) und nahm seinen Wohnsitz im 25 km entfernten Dessau. Der inzwischen branchenerfahrene Chemiker wurde Leiter des „Wissenschaftlichen Laboratoriums Kunstseide“. Er hatte die Aufgabe, die seit 1922 produzierte Viskosekunstseide qualitativ zu verbessern. Gleichzeitig war er am Ausbau der Forschung zur zentralen Forschungseinrichtung des Leitbetriebes der Sparte III des I.G. Farben-Konzerns „Photografica, Kunstseide, Vistra, Riechstoffe“ beteiligt. Es entstanden die Wissenschaftlichen Laboratorien I und II. 1931 wurde er Leiter des „Wissenschaftlichen Laboratoriums I“ mit der Zielstellung verspinnbare Substanzen aufzufinden und die Spinntechnologien auszuarbeiten.

## Die erste vollsynthetische Faser
1931 gelang im Labormaßstab das Erspinnen der ersten vollsynthetischen Faser der Welt. E. Hubert löste Polyvinylchlorid (PVC) in Cyclohexanon und verwendete als Fällbad 30%ige Essigsäure. Dieses Verfahren war wegen der Geruchsbelästigung im industriellen Maßstab nicht anwendbar. Die Lösung brachte der Einsatz von nachchloriertem, in Aceton löslichem PVC. 1934 gelang E. Hubert und seinen Mitarbeitern Herbert Rein und Karl Weissbrod das Erspinnen einer vollsynthetischen Faser/Seide auf einer Versuchsanlage und leitete damit eine neue Ära der Textilfasergeschichte ein (DRP743.597, vom 6. Juli 1938.). Die Entwicklung der Faser geht auf die grundlegenden Arbeiten von Fritz Klatte zurück, der bereits 1913 Polyvinylchlorid synthetisiert hatte und in dem Patent (DRP 29.1877 vom 4. Juli 1913) darauf verwies, dass daraus u. a. „Kunstfäden“ hergestellt werden können.
Die Entwicklung der Faser/Seide war ein Ergebnis der Zusammenarbeit mit dem Werk Griesheim Elektron Bitterfeld, das ein spezielles Polyvinylchlorid (PVC), von Curt Schönburg entwickelt, bereitstellte. Das nachchlorierte PVC war in Aceton löslich und damit in einem Wasserbad verspinnbar. Mit dem Beginn der Herstellung der Faser/Seide 1939 auf einer Produktionsanlage hatte der werbewirksame Slogan des I.G. Farbenkonzerns „Die erste großtechnisch hergestellte vollsynthetische Spinnfaser aus Kohle und Kalk“ seine Berechtigung. Damit hatte das Forschungsteam um E. Hubert nachgewiesen, dass man aus rein anorganischen Stoffen eine Textilfaser industriell herstellen kann. Für die offizielle Präsentation der ersten vollsynthetischen Spinnfaser und Kunstseide nutzte man die Leipziger Frühjahrsmesse 1939.

## Entwicklung der Perlonfaser
Mit dem Ausscheiden des Leiters des Wissenschaftlichen Laboratoriums II, Heinrich Fink, 1938, übernahm E. Hubert auch diese Forschungseinrichtung. Damit wurde er zu einer zentralen Persönlichkeit der Chemiefaserforschung der Filmfabrik Wolfen. So war er auch an der Entwicklung und industriellen Umsetzung der Perlonfaser/Seide, die parallel zu den Arbeiten von Paul Schlack bei der Aceta GmbH in Berlin, in der Filmfabrik Wolfen durchgeführt wurden, eingebunden. Grund für die Leitung der Filmfabrik, ihn 1943 zu veranlassen, seinen Wohnsitz vom unsicheren, bombengefährdeten Dessau an den vermeintlich sicheren Wohnort Jeßnitz, nahe Wolfen, zu verlegen. Es war ein Trugschluss. E. Hubert, seine Ehefrau Gertrud und weitere 27 Personen kamen am 22. April 1945 durch Kriegshandlungen in Jeßnitz ums Leben.

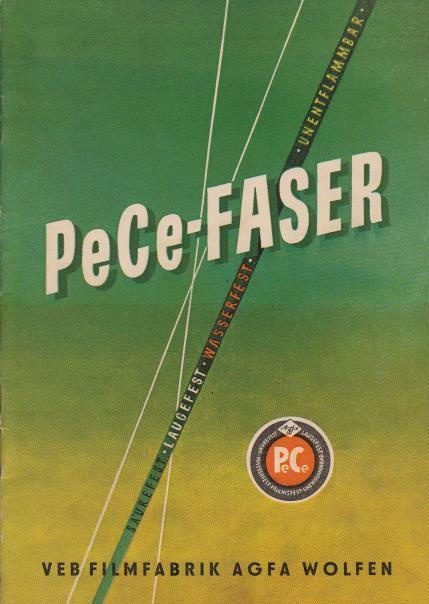
1934 startete die Agfa Filmfabrik Wolfen die Fertigung der weltweit ersten synthetischen Faser/Seide auf Basis von Polyvinylchlorid.
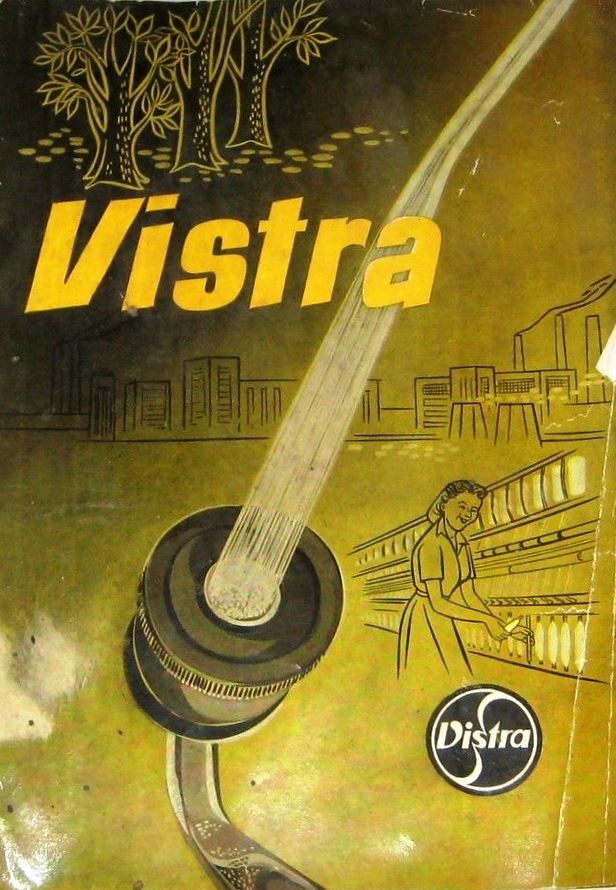
1932 nahm in der Agfa Filmfabrik Wolfen eine kleine Anlage die Produktion der Vistra-Faser vom Baumwolltyp auf. Mit der Errichtung einer Zellstofffabrik mit angeschlossener Spinnerei avancierte die Filmfabrik 1937 zur weltweit größten komplexen Vistra-Fertigungsanlage (Zellstoffgewinnung mit angeschlossener Spinnerei).
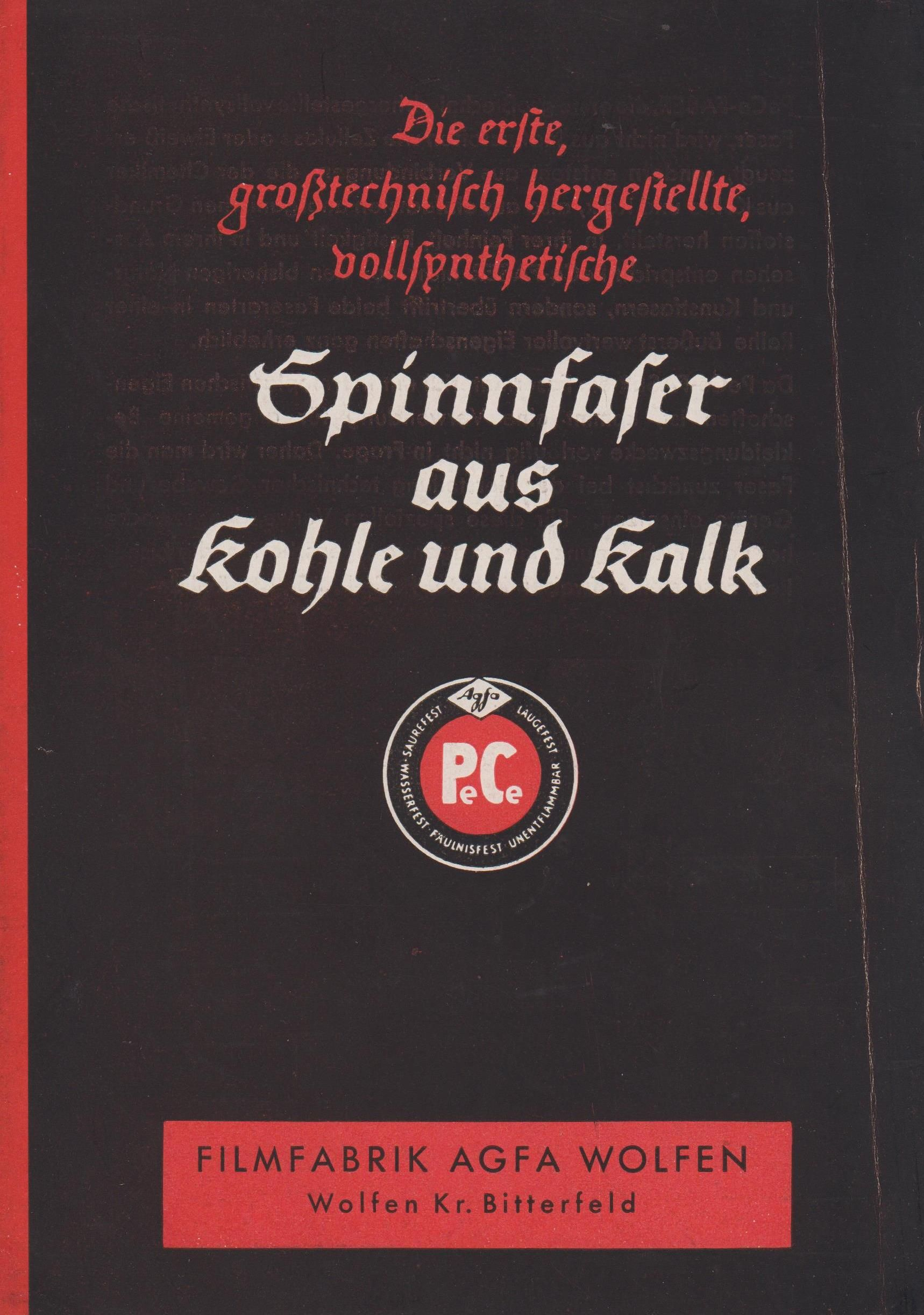
Titelblatt einer Broschüre zur PeCe-Faser/Seide, 1942
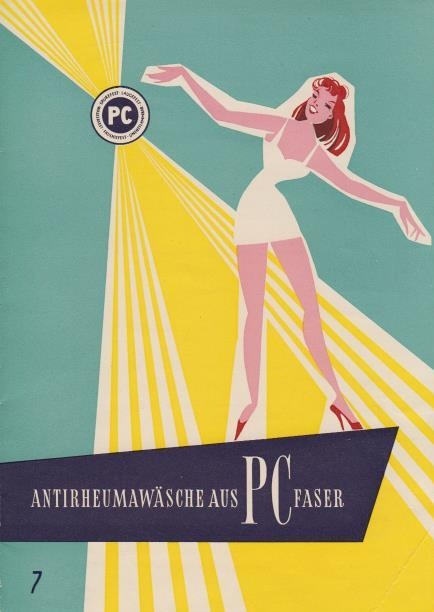
Werbung der Agfa Filmfabrik Wolfen für Antirheumawäsche, 1959